# Hugleik
Hugleik ou Ochilaik (un homonyme de Hygelac) est selon la Ynglinga saga un roi de Suède de la dynastie des Ynglingar, . Il est le fils d'Alf et de Bera. Certains commentateurs assimilent Hugleik avec son homonyme le roi des Goths de Scandinavie Hygelac. Bien, bien que les deux rois aient été tués lors d'une bataille, Chlochilaicus/Hygelac périt près des côtes du royaume des Francs en Frise, alors que Hugleik est tué à Fyrisvellir en Suède.

## Récits
Après que Yngvi et Alf l'oncle et le père de Hugleik se soient entretués, Hugleik hérite du trône de Suède. Comme son père il n'est pas un guerrier et préfère rester dans ses domaines. Il est réputé être avare autant que riche
et préférer la compagnie des bouffons, Seiðrs et völvas qui le distrayaient.
Hake et Hagbard, le héros de la légende de Hagbard et Signý, sont deux fameux rois de la mer qui ont rassemblé une grande troupe de guerriers, et qui à l'occasion pillent avec eux. Haki parvient en Suède avec ses
troupes et prend d'assaut Uppsala. Haki est un combattant sanguinaires qui est accompagné par sa hird parmi laquelle se trouve le vieux guerrier Starkad qui avait été au service d'Alaric le grand-père d'Hugleik et de son grand-oncle Eric. Hugleik de son côté a rassemblé une grande armée avec l'aide de deux fameux guerriers nommés Svipdagr et Geigad. Les deux armées se rencontrent à Fyrisvellir lors d'une grande bataille. L'armée suédoise est défaite, mais les deux champions Svipdag et Geigad font face aux champions de Haki qui sont six fois plus nombreux et ils sont tous deux capturés par Haki, ensuite ce dernier attaque le mur de boucliers autour de Hugleik et le tue ainsi que ses deux fils.
Saxo Grammaticus dans sa Geste des Danois reprend ce récit; il nomme le roi Huglet(h)us et en fait un souverain irlandais qui est tué par le Danois Haco . Sa motivation pour présenter Hugleik comme un roi irlandais est probablement liée au prétexte de l'attaque qu'il décrit ainsi : il jugeait qu'il n'y avait pas de raisons qu'un pays fût-il au bout du monde , échappât aux armes danoises.
Saxo précise que Starcatherus (Starkad) et Haco (Haki) conduisent leur flotte en Irlande où vit le riche et avare roi Hugleik. Ce dernier qui n'a jamais été généreux envers un homme honorable dépense toutes ses richesses avec des mimes et des jongleurs. En dépit de son avarice Hugleik bénéficie de l'aide de deux grands champions Gegathus (Geigad) et Duibdavus (Svipdag). Lorsque le combat commence les jongleurs et les mimes sont pris de panique et s'enfuient seuls Geigad et Svipdag demeurent pour défendre Hugleik, mais ils doivent combattre contre une armée entière. Geigad inflige à Starcatherus (Starkad) une blessure à la tête qui est si importante que Starkad composera plus tard une chanson à ce sujet. Starkad tue finalement Hugleik fait fuir les Irlandais. Ensuite les jongleurs et les mimes sont rossés, afin de les humilier. Puis, les Danois transportent les richesses de Hugleik à Dublin pour y être publiquement pillées, et il y en avait tellement que personne ne se souciait d'un strict partage équitable.